# Kelly Key (álbum de 2001)
Kelly Key é o álbum de estreia da artista musical brasileira Kelly Key. O seu lançamento ocorreu em 17 de agosto de 2001 pela Warner Music Brasil, sendo lançado seis anos depois em território estadunidense. O disco trouxe dez faixas totalmente autorais, compostas por Kelly em parceria com Andinho, Gustavo Lins e Rubinho de Paula, além de um remix de "Escondido" como faixa bônus. As faixas foram produzidas por DJ Cuca e Sérgio Mama, trazendo a produção artística de Tom Capone e a mixagem do produtor Afegan, diretamente dos estúdios da gravadora de Kelly em Nova Iorque.
A obra trouxe um diferencial ao unir R&B e o dance-pop ao modo utilizado por artistas internacionais, uma novidade no Brasil naquele momento, tendo como inspirações maiores as cantoras estadunidenses Britney Spears, Christina Aguilera, Jennifer Lopez, Madonna e Janet Jackson, além das brasileiras Luciana Mello e Fernanda Abreu, e recebendo análises mistas dos profissionais especializados em música contemporânea, que elogiaram a abordagem do sexo neste, bem como sua maturidade "natural", dos quais os críticos disseram ser o que fazia com que houvesse uma identificação maior do público jovem com suas músicas. Além disso, conseguiu duas certificações de platina, ambas pela Pro-Música Brasil (PMB) e pela Associação Fonográfica Portuguesa (AFP).
De Kelly Key, quatro singles foram lançados. O primeiro, "Escondido", teve seu lançamento ocorrido em junho de 2001, embora tenha sido com "Baba", sua segunda música de trabalho lançada em no começo de novembro daquele ano, que seu sucesso ocorreu e Kelly passou a figurar entre as primeiras posições nas rádios por semanas. Além disso, o vídeo musical da faixa recebeu duas indicações ao MTV Video Music Brasil do ano seguinte. O terceiro single foi lançado em 17 de abril de 2002, sendo ele "Anjo", sua primeira balada romântica. Em 22 de agosto do mesmo ano, a quarta e última canção de trabalho do disco é emitida, sendo ela "Cachorrinho" e tendo com esta seu terceiro primeiro lugar nas rádios brasileiras. Para sua divulgação, a cantora se apresentou em vários programas de televisão e iniciou a digressão Kelly Key Tour, além de ter sido divulgado que a cantora tinha uma rotina corrida após o sucesso de "Baba", fazendo quatro shows diários, embora seu contrato previa, no mínimo, dois diários.

## Antecedentes e desenvolvimento
"A música surgiu de repente na minha vida. Eu conheci um produtor que tinha um projeto parecido com o trabalho da Britney Spears. Eu não tinha nada a perder, eu só queria que as minhas amigas me escutassem na rádio. Então eu abracei a primeira oportunidade que apareceu."

— Kelly Key falando sobre seu início na música.
Em outubro de 1999, Kelly Key conheceu Dalmo Belloti, empresário e diretor artístico da Sony Music Brasil, que convidou-a para gravar um disco demo para seu projeto. Belloti estava à procura de uma jovem entre 16 e 20 anos e de cabelos louros para lançar como cantora em um projeto de formato semelhante ao trabalho desenvolvido pela estadunidense Britney Spears, unindo a música pop e R&B com coreografias marcadas. Na ocasião, Kelly pensou em recusar o convite, pois não tinha pretensão em trabalhar com música, visando apenas seguir como apresentadora. No entanto, a musicista foi incentivada por seus pais, acabando por aceitar a proposta. No início de 2000, gravou a demo com o produtor musical Cuca e, após aprovada por Belloti, foi enviada para algumas gravadoras, ganhando o interesse da Warner e fechando com ela a parceria para lançar cinco discos durante os próximos anos. Após assinar o contrato, Kelly começou a trabalhar com o músico Andinho em composições próprias, uma vez que sua exigência foi que seu álbum seria completamente autoral, trazendo apenas letras das quais ela escreveu. Com Andinho, a artista dividiu a composição de "Escondido", "Anjo", "Quem é Você?", "Viajar no Groove" e "Cachorrinho", além de "Bolada", a qual trouxe também o trabalho de Gustavo Lins. Outras duas faixas, "Brincar de Amor" e "Tudo Com Você", foram trabalhadas pela cantora junto com Rubinho de Paula e o DJ Cuca.
No final da fase de composição, Kelly mostrou para Andinho uma faixa composta por ela aos 13 anos, intitulada "Baba", a qual falava sobre seu professor que havia a desprezado. Apesar de inicialmente não acreditar que seria boa o suficiente para o trabalho, ela e Andinho trabalharam na faixa, incorporando novos versos e criando um desfecho para incluí-la no álbum. Após finalizada a etapa de criação das faixas, Kelly gravou os vocais e elas foram enviadas para o estúdio da Warner em Nova Iorque, onde foram produzidas por Cuca em parceria com Sérgio Mama. O conceito do trabalho, bem como a produção artística foi criada por Tom Capone, que também supervisionou a produção geral. Para cuidar da mixagem do álbum, Kelly também convidou o produtor Afegan. Em paralelo, suas características artísticas também passaram a ser lapidadas, passando ter aulas de canto e dança, onde começou a criar os passos de dança de suas músicas com o coreógrafo Dudu Neves. Uma identidade visual também foi criada, a qual, segundo o jornalista Carlos Eduardo Lima, se enquadrava em um padrão internacional de "loura falsa, cara de menina e corpão de academia". Em busca de um nome artístico que soasse autentico e forte, optou por Kelly Key, sendo uma sugestão do fotógrafo Chico Audi, enquanto realizava seu primeiro ensaio fotográfico, argumentando que simbolizaria a chave do sucesso.

## Música e letras

### Estilos musicais e temas
Em termos de composição musical, Kelly Key é considerado um afastamento notável dos trabalhos anteriores dos cantores de música pop brasileiros na década de 1990 e no início da década de 2000. Em contraste com outras cantoras da época, que focavam nas melodias românticas e em composições baseadas na mulher que depende essencialmente do homem, Kelly liderou um movimento feminino com temática voltadas às mulheres. Tecnicamente as canções de Kelly Key seguem o estilo musical do pop e R&B, com influências de outros gêneros, como o dance-pop, bubblegum pop e hip hop, inspirados essencialmente na música estadunidense. Liricamente, o disco usou como temas principais a sexualidade feminina, o feminismo, o poder da mulher e os relacionamentos amorosos sob a visão da figura feminina forte e independente, tendo uma ligação fiel ao público pelo realismo embutido nas faixas cantadas de forma explícitas.
"Escondido" é a visão de uma mulher sobre a abertura da sexualidade feminina, contada por uma adolescente que foge de casa para ir ao motel fazer sexo com o namorado escondido dos pais. A cantora confronta seu pai sobre ter uma vida sexual ativa, bem como nas linhas "Meu pai quer me proibir / E qual é coroa, vai me dizer que o senhor nunca... hã? / Eu não sou criança, não / Eu cresci, eu cresci". Em "Baba", a vingança move a história da garota que foi esnobada por um homem mais velho quando pré-adolescente e, após chegar aos 17 anos com um corpo escultural, passa a esnobar as investidas do mesmo, provocando-o apenas por maldade e mostrando o poder feminino. "Bolada" discorre sobre a garota que transou com o cara e ele desapareceu logo após. "Anjo" fala de um relacionamento amoroso com base em uma grande paixão.
O feminismo toma tons mais claros em "Cachorrinho" e "Só Quero Ficar"; na primeira a cantora coloca limites num namorado machista, assumindo o papel dominador da relação, enquanto na segunda, a personagem principal quer aproveitar a vida com diversos rapazes sem compromisso, tendo ela o poder de escolher, fechando a canção com uma linha de rap onde a cantora fala sobre as possibilidades da mulher se desenvolver sem um homem: "Eu vou trabalhar / Me dedicar aos estudos / Me estabilizar / Ter meu lugar no mundo / Ser independente financeiramente / Pra não ter que bater na porta de parentes / Eu não quero depender de ninguém". Em "Brincar de Amor" e "Quem É Você" o tema central é a traição, porém sobre visões diferentes. Na primeira, a personagem principal planeja uma vingança contra o rapaz que a engana, embora sinta falta, fortalecendo o sentimento de que a mulher não deve aceitar ser enganada. Já na segunda, há um sofrimento pela descoberta da traição, contando que o parceiro parecia ser alguém totalmente diferente do qual achava-se que conhecia. "Tudo Com Você" fala sobre o ciúme do parceiro em uma festa, uma vez que a personagem central está dançando com vários rapazes. Por fim, "Viajar no Groove" fala livremente sobre aproveitar a noite em uma balada.

### Influências e conceito
| |  |  |
| As estadunidense Britney Spears (esquerda) e Jennifer Lopez (direita) foram as maiores influências de Kelly Key para o álbum. |  |  |

Basicamente, a maior influência para Kelly em seu álbum de estreia foi a música pop realizada nos Estados Unidos. Neste nicho, a inspiração mais forte foi a cantora Britney Spears. Durante entrevista ao Chega Mais, anos depois, Kelly revelou que se inspirava na capacidade de renovação e desempenho de palco: "Eu sempre gostei da Britney, como artista busquei referências [para o primeiro álbum] nos videoclipes, nas músicas, ela está sempre se renovando. Ninguém tem uma performance no palco como ela". Por ter sido convidada por Dalmo Belloti para realizar um projeto semelhante aos moldes de Britney, Kelly passou aprofundar seus conhecimentos na carreira desta, assistindo as apresentações ao vivo para buscar inspiração nas roupas e identidade visual. Outra referência para criar seu conceito foi a imagem de lolita, sendo isto a garota jovem que tem uma imagem erótica devido às roupas curtas, unidas à uma postura sexual e inocente ao mesmo tempo, inspirada pelo livro de Vladimir Nabokov de mesmo título.
O álbum também trouxe influências do estilo musical interpretado pelas também estadunidenses Jennifer Lopez, Christina Aguilera, Madonna e Janet Jackson. Sobre artistas brasileiros de música pop, Kelly declarou que fugia do estereótipo das artistas românticas da época, buscando referências em outras cantoras de R&B e dance-pop, citando Luciana Mello e Fernanda Abreu: "Meu som é mais dançante, mais pop, como o da Luciana Mello e da Fernanda Abreu". Segundo o jornal chileno La Cuarta, ela também buscou inspiração visual na cantora mexicana Yuri.

## Divulgação
"Um dia normal da cantora começa às 6h, com sessões de fotos das 8h ao meio-dia. Se der para almoçar, almoça. Se não, come qualquer coisa a caminho das rádios e entrevistas. Tem sido assim desde que a música "Baba" estourou nas rádios. Às vezes, a rotina de shows (chegam a quatro por dia), fotos e entrevistas sequer a deixa dormir."

— A rotina de Kelly descrita pela revista ISTOÉ Gente, em 2002.
No início de 2002, se apresentou no programa Planeta Xuxa, onde interpretou "Baba" e divulgou seu álbum. Em 31 de março de 2002, foi convidada para cantar para os eliminados da primeira temporada do Big Brother Brasil no especial do Domingão do Faustão. Também passou pelos programas É Show, Eliana & Alegria, Sabadaço e Caldeirão do Huck. Durante sua apresentação de "Baba" no programa Hebe, dividiu os vocais com a cantora Preta Gil. Em 21 de julho, retornou ao Planeta Xuxa em seu penúltimo programa para uma entrevista sobre sua carreira no quadro Intimidades, sendo a última artista a participar deste. Em 5 de setembro esteve no Programa Raul Gil, na Rede Record. Logo após foi homenageada no programa Sabadão de Gugu Liberato.  Em agosto se apresentou especial filantrópico no Criança Esperança. Também esteve em outro programa de caridade para divulgar seu álbum, o Band Vida. Em 1 de outubro apresentou a categoria Revelação ao lado da banda Textículos de Mary na oitava edição do prêmio MTV Video Music Brasil, a qual também concorria, sendo descrita pelo jornal Zero Zen como o maior destaque do evento.
Em 27 de outubro cantou no Domingo Legal, do SBT, onde dançou a faixa "Cachorrinho" junto ao grupo Rouge. Em 17 de novembro retornou ao programa para realizar um especial de sua carreira e vida. Em 10 de dezembro, na fase final de promoção de seu disco, foi entrevistada por Astrid Fontenelle no programa Melhor da Tarde, na Band. Na mesma semana retornou ao Domingo Legal. Em 22 de dezembro cantou no programa Jovens Tardes. No mesmo dia, novamente no Domingo Legal, ganhou o disco de ouro por seu álbum. Em 29 de dezembro, retornou ao palco do Domingão do Faustão para concorrer ao prêmio de revelação no Melhores do Ano por seu disco de estreia. Dias depois, em 31, se apresentou no Show da Virada da Rede Globo. Junto à antiga rádio Jovem Rio, posteriormente conhecida como Fluminense FM, realizou uma promoção onde um fã iria passar 24 horas com ela. Em parceria com o programa Pânico, da Jovem Pan FM, permaneceu durante uma semana ao vivo realizando entrevistas com os entrevistadores. Entre publicações impressas, Kelly promoveu sua estreia em entrevistas para algumas revistas como Playboy, VIP, ISTOÉ e ISTOÉ Gente.
Segundo Carlos Braga, da revista ISTOÉ Gente, a cantora tinha uma agenda de compromissos para divulgar seu álbum que começava as 6h da manhã e finalizava-se apenas as 2h da madrugada, realizando sessões de autografo, entrevistas em rádios e para jornais e revistas, sessão de fotos e gravação de programas diariamente, incluso os domingos. Kelly tinha tempo para se alimentar apenas durante os intervalos das atividades de promoção, sendo que seu almoço era composto a maior parte do tempo por fast food, tanto pela falta de tempo, quanto de espaço para poder levar uma cozinheira particular em sua equipe. Em 29 de abril, solicitou um dia de descanso aos seus empresários, a primeira vez aquele ano, uma vez que encararia 48 seguidas de apresentações e promoção entre 30 e 31 do mesmo mês. Devido ao sucesso, Kelly realizava cerca de 25 shows mensais, sendo que seu contrato previa no mínimo dois diários, porém chegava a fazer até quatro por dia, alternando os horários, que corriam entre o final da tarde e a madrugada.

### Singles
O primeiro single retirado do álbum foi "Escondido", liberada em 18 de junho de 2001. Para começar a criar sua credibilidade artística e afirmar seu nome na música pop brasileira a cantora começa a se apresentar em casas de shows e realizar entrevistas em rádios. Na ocasião a faixa não teve boa receptividade das rádios e atingiu pouca rotatividade, o que levou Kelly e a Warner a não gravarem um videoclipe para esta. Apenas com o lançamento do segundo single, "Baba", que conquistou grande sucesso, "Escondido" passou a ter visibilidade e atingiu uma as dez primeiras posições nas rádios.
Em 7 de novembro do mesmo ano "Baba", sua segunda música de trabalho, é lançada. Na época Kelly teve receio se seria uma aposta correta, revelado por ela em entrevista: "Eu pensava 'Vou mandar alguém babar? Como posso ter coragem de fazer isso?’. Tinha vergonha, mas a gravadora escolheu essa música para tocar. Eles disseram que era um chiclete, e acertaram". O videoclipe foi dirigido por Karina Ades e a produzido pela Academia de Filmes. O vídeo recebeu duas indicações ao MTV Video Music Brasil do ano seguinte. No início de 2002 "Baba" começa a ser executada em demasia pelas estações e Kelly atinge o reconhecimento nacional, fazendo com que a faixa atinja a primeira posição nas rádios brasileiras e se torne uma das cinco mais tocadas do ano.
Em 17 de abril de 2002 é lançado o terceiro single, Anjo, a primeira balada romântica de sua carreira. A versão física do trabalho trouxe sete remixes especialmente para as casas noturnas. O videoclipe da faixa foi produzido pela Academia de Filmes e trouxe pela primeira vez um diretor de fotografia, Adriano Goldman, produtor da MTV Brasil. Em agosto "Anjo" ainda estava entre as cinco mais tocadas do país. A faixa fechou 2002 como a quarta mais tocada no Brasil, sendo eleita pelos críticos como um dos destaques da década de 2000.
Kelly lançou "Cachorrinho" como quarta música de trabalho em 22 de agosto de 2002, sendo seu terceiro primeiro lugar nas rádios brasileiras. O videoclipe foi dirigido novamente por Karina Ades, tendo a participação do modelo Walter Rosa e a história inspirada na imagem de dominatrix. O vídeo, onde Kelly aparece lambendo e insinuando-se sexualmente para o modelo, acabou sendo retirado de alguns programas de emissoras de televisão e censurado na exibição durante o dia, tendo ainda uma repreensão enviada para a cantora de sua própria gravadora.
Para finalizar o trabalho, "Só Quero Ficar" foi liberada como single nas rádios do em 2 de dezembro de 2002.

## Recepção

### Crítica profissional
| |  |  |
| Em seu trabalho de estreia, Kelly foi comparada às cantora estadunidense Britney Spears (esquerda) e à brasileira Sandy (direita). |  |  |

Kelly Key recebeu críticas majoritariamente positiva. Alex Antunes, do portal Dedo do Meio, fez uma analise completa sobre a estreia de Kelly, intitulada "Kelly Key Não é o Problema, É a Solução", dizendo que Kelly conseguiu abordar sexo e feminismo em seu álbum sem utilizar de palavras de baixo calão ou fazer "referência ginecológica". O jornalista ainda comparou o trabalho aos de Sandy – dizendo que Kelly era mais natural e menos "virginal" que esta, o que fazia com que houvesse uma identificação maior do público jovem com seu disco –, e aos de Marisa Monte, comentando que Kelly era "menos picareta" em suas faixas por não se esconder atrás de uma imagem perfeita. Antunes ainda analisou as faixas, dizendo que "Cachorrinho" era visivelmente feminista, "Baba" era provocativa  e sem falso moralismo e "Escondido" era realista sobre a juventude. André Vieira, do Muita Gréia, disse que pelo estilo Kelly era a "Britney Spears brasileira". O portal Contém Pop disse que o disco era bem estruturado e um "êxito comercial absoluto. Naiady Piva, do portal Pop, comparou o disco à ...Baby One More Time, trabalho de Britney Spears.

"A maioria da população feminina brasileira, as meninas que pintam as unhas de acordo com a novela das oito, que estão se enamorando pela primeira vez, que não perdem as "Malhações" da vida estão mais próximas do discurso de Kelly que da assepsia global de Sandy."

— Carlos Eduardo Lima, do Scream & Yell, sobre a exposição da juventude "real" por Kelly.
Carlos Eduardo Lima, da revista Scream & Yell, disse que o disco é "100% verdadeiro", argumentando que Kelly engravidou na adolescência e saiu de casa cedo, fazendo com que tivesse reais histórias para contar sobre a vida de uma visão realista. O jornalista ainda disse que o disco trazia várias facetas: da garota que é recusada por um homem mais velho e volta para se vingar, ("Baba"), da que vai pro motel ("Escondido"), da que não quer compromisso ("Só Quero Ficar"), da que impõe o poder da mulher ("Cachorrinho") e da que não aceita ser traída ("Bolada"). Para finalizar Carlos comentou que o disco quebrava o "pré-fabricado bom mocismo hipócrita" na música brasileira, que retratava os jovens como algo enclausurado, sendo o contrário da dupla Sandy & Junior, descrito por eles como "baluartes do boletim escolar todo azul e da ausência total de sacanagem juvenil". No entanto Ricardo Feltrin, da Folha de S. Paulo, foi negativo e disse que o disco era um produto efêmero e trazia uma cultural musical "pobre, repetitiva, medíocre e sem qualquer qualidade harmônica", comparando o trabalho da cantora à um quiabo por ser amargo se consumir.

## Prêmios e indicações
| Ano  | Título                      | Nomeação                 | Resultado | Ref.   |
| ---- | --------------------------- | ------------------------ | --------- | ------ |
| 2002 | Prêmio da Música Brasileira | Melhor Álbum de Pop/Rock | Indicado  | [ 66 ] |
| 2002 | Radio Music Awards Brasil   | Melhor Álbum             | Venceu    | [ 67 ] |
| 2002 | Folha de S. Paulo           | Melhor Álbum Pop         | Venceu    | [ 68 ] |

## Legado

"Baba" recebeu duas indicações ao MTV Video Music Brasil de 2002.

O álbum de estreia de Kelly, bem como sua imagem e sua linguagem com os jovens, foi de grande significância para a cultura pop brasileira e para o mercado fonográfico. Segundo Alex Antunes, do portal Dedo do Meio, Kelly foi bem recebida pelos jovens e pelas classes-base da população por conseguir falar diretamente com esse público sem demagogia ou medo de rótulos. Sua ascensão mostrava, para o crítico, que algo estava mudando na cabeça do "povo de ideias simples", fazendo com que rejeitassem artistas pré-fabricados que ditavam o que se devia ou não fazer seguindo a "moral e os bons costumes" e passassem a consumir aquilo que lhe era agradável e condizente com sua realidade. Para Antunes, Kelly incomodava especialmente os "falsos intelectuais" e as cantoras de MPB da falsa "elite pensante" por quebrar as barreiras de que as mulheres da música brasileira não poderiam falar de certos assuntos como sexualidade.
O início de Kelly também foi classificado como uma revolução na música brasileira, descrita pelo crítico Eduardo Lima como uma quebra do padrão realizado desde a década de 1990, onde a "atitude contestatória foi sendo gradativamente banida do pop nacional" e sendo ocupado por canções politicamente corretas de "pagodeiros românticos, sertanejos cornos, cantoras machudas e roqueiros bonzinhos", tornando a música brasileira pouco atraente na visão dos jovens até a chegada de Kelly. Outra analise realizada sobre o álbum revelou que mulheres muito mais velhas, entre 40 e 50 anos, se identificarem com as músicas de Kelly por enaltecer o poder da mulher, compartilhando a "vingança contra algum cafajeste do passado" e se tornando líder de uma geração de mães que precisaram trabalhar desde cedo para se tornarem chefes de família e precisavam de alguém que as representasse. Para estes críticos a cantora trazia de volta o espírito feminista da década de 1980 pregado pelo grupo As Frenéticas, rompendo com uma sociedade machista que nunca admitiu que a mulher saísse da sombra do homem mesmo na música, tendo descrita pela reportagem "O Céu É o Limite" como: "O Brasil ainda não havia visto algo assim. Mulheres no poder. Talvez as Frenéticas tenham ensaiado algo no gênero, mas a coisa acabava na pista de dança. Kelly Key vai mais longe e empunha uma bandeira de autoestima feminina, perdida há um bom tempo no Brasil".
Uma pesquisa encomendada pelo portal Sampa Online à empresa ADS Comunicação Corporativa em 2002 revelou que Kelly era uma das artistas responsáveis pela abertura das rádios brasileiras à música pop – que até então era tomada por bandas de rock – ao lado dos grupos Sandy & Junior e KLB, porém fazendo contrapartida destes ao apostar no dance-pop. O disco também foi incluído como um dos melhores produtos brasileiros daquele ano segundo a Folha de S.Paulo. "Baba" também foi eleita como a canção favorita dos participantes da primeira edição do Big Brother Brasil. Kelly também foi tema de diversas charges e programas humorísticos, sento suas canções utilizadas como tema social e político.

## Lista de faixas
| N.º | Título              | Compositor(es)                       | Produtor(es)         | Duração |  |
| 1.  | "Escondido"         | Kelly Key, Andinho                   | Sérgio Mama, DJ Cuca | 4:28    |  |
| 2.  | "Só Quero Ficar"    | Kelly Key, Andinho                   | DJ Cuca              | 3:48    |  |
| 3.  | "Bolada"            | Kelly Key, Gustavo Lins, Andinho     | DJ Cuca              | 2:47    |  |
| 4.  | "Anjo"              | Andinho                              | Sérgio Mama          | 2:57    |  |
| 5.  | "Baba"              | Kelly Key, Andinho                   | DJ Cuca              | 3:44    |  |
| 6.  | "Brincar de Amor"   | Kelly Key, Rubinho de Paula, DJ Cuca | DJ Cuca              | 3:21    |  |
| 7.  | "Tudo Com Você"     | Kelly Key, Rubinho de Paula, DJ Cuca | DJ Cuca              | 3:49    |  |
| 8.  | "Quem é Você?"      | Kelly Key, Andinho                   | DJ Cuca              | 2:57    |  |
| 9.  | "Viajar no Groove"  | Kelly Key, Andinho                   | DJ Cuca              | 3:28    |  |
| 10. | "Cachorrinho"       | Kelly Key                            | Sérgio Mama          | 4:11    |  |
| 11. | "Escondido" (remix) | Kelly Key, Andinho                   | Sérgio Mama, DJ Cuca | 5:38    |  |

## Desempenho comercial

Kelly Key foi lançado em toda a América do Sul.

Com o sucesso da faixa "Baba" o disco se tornou, segundo a analise de Mailto Borges do portal Universo Musical, uma "febre" nacional entre os jovens e, em pouco tempo, vendeu 100 mil cópias. Na semana dos dias 11 a 17 de abril de 2002, alcançou 3.ª posição da parada Hits, que compilava os álbuns mais vendidos de São Paulo e Rio de Janeiro, de acordo com dados fornecidos pelo instituto Nelson Oliveira Pesquisa e Estudo de Mercado (NOPEM) e divulgados pela IstoÉ Gente. Ao todo o disco teve uma vendagem de 500 mil cópias no Brasil, recebendo o disco de platina pela Pro-Música Brasil (PMB). Segundo a Pro-Música Brasil o disco fechou o ano de 2002 como o o décimo sétimo mais vendido de todo o Brasil, visto em cópias físicas. Já segundo o serviço de telecomunicações Oi, o disco fechou o ano como o décimo mais vendido, unindo as vendas não só físicas, mas por download digital de celulares e ringtones. Lançado também em Portugal, Kelly Key alcançou o disco de platina pela Associação Fonográfica Portuguesa pelas vendas totais de 20 mil exemplares.
| País — Tabela musical (2001—02) | Posição de pico |
| ------------------------------- | --------------- |
| Brasil (HITS Rio de Janeiro)    | 3               |
| Brasil (HITS São Paulo)         | 3               |

| País — Tabela musical (2002) | Posição |
| ---------------------------- | ------- |
| Brasil (Pro-Música Brasil)   | 17      |

| Região                                                                                             | Certificação | Vendas  |
| -------------------------------------------------------------------------------------------------- | ------------ | ------- |
| Brasil (Pro-Música Brasil)                                                                         | Platina      | 500,000 |
| Portugal (AFP)                                                                                     | Platina      | 20,000^ |
| ^distribuições baseadas apenas na certificação *números de vendas baseados somente na certificação |              |         |

## Histórico de lançamento
| País           | Data                  | Formato(s)           | Gravadora |
| -------------- | --------------------- | -------------------- | --------- |
| Brasil         | 17 de agosto de 2001  | CD, download digital | Warner    |
| América Latina | 17 de agosto de 2001  | CD, download digital | Warner    |
| Portugal       | 17 de agosto de 2001  | CD, download digital | Warner    |
| Estados Unidos | 16 de outubro de 2007 | CD, download digital | Warner    |